# Диплатинатербий
Дипла̀тинате́рбий — бинарное неорганическое соединение, интерметаллид
платины и тербия
с формулой TbPt2,
кристаллы.

## Получение
- Сплавление стехиометрических количеств чистых веществ:

{\displaystyle {\mathsf {2Pt+Tb\ {\xrightarrow {1730^{o}C}}\ TbPt_{2}}}}

## Физические свойства
Диплатинатербий образует кристаллы кубической сингонии (гранецентрированная решётка), пространственная группа F d3m, параметры ячейки a = 0,760 нм, Z = 8,
структура типа димедьмагния MgCu2 (фаза Лавеса).
Соединение образуется по перитектической реакции при температуре ≈1730 °C.